# ルイーズ・サグス
メイ・ルイーズ・サグス（Mae Louise Suggs、1923年9月7日 – 2015年8月7日）は、米国人女子プロゴルファーで、LPGA ツアー創設者の一人でありまた現代女子ゴルフの始祖。

## アマチュアキャリア
アトランタ生まれで十代から華々しいアマチュアキャリアを持つ。1940年には16歳でジョージア州アマチュア選手権に優勝し、さらに1942年の同大会でも優勝した。また、1941年と1947年のサザンアマチュア、1942、1946、1948年のノースアンドサウス女子アマチュア、1946年と1947年の女子ウェスタンアマチュア、1946年と1947年の女子ウェスタンオープン（この大会は LPGA 創設後にメジャー大会と認定されている）にも優勝した。1946年にはタイトルホルダーズ選手権にも優勝したが、この大会もメジャー大会の一つに認定されている。1947年の全米女子アマ優勝に続き翌年の全英女子アマにも優勝。1948年のカーチスカップの全米代表として出場したのがアマチュアキャリアの最後となった。 

## プロでのキャリア
1948年にプロに転向し、最終的には58勝をあげ、その中には11のメジャー大会優勝が含まれている。1950年から1960年にかけて年間賞金獲得額でトップ3に入らなかったのは1度だけという事実が彼女の才能を表している。 
サグスは1967年に創設された LPGAツアー殿堂の初めのメンバーの一人となり、さらに1979年には世界ゴルフ殿堂入りした。ジョージアスポーツ殿堂には1966年に入った。 
1950年のLPGA設立時には、当時ライバルだったパティー・バーグ、ベーブ・ザハリアスらとともに共同設立者の一人となった。1955年から1957年にかけては会長も務めた。 

## 栄誉
LPGAツアーにおいて最も優秀な初年度プレーヤーに授与されるルイーズサグス ロレックスルーキーオブザイヤー賞は彼女の名誉にちなんで命名された。2006年、サグスはゴルフ分野での卓越したスポーツマンシップが認められ、USGA から2007年度ボブジョーンズ賞の受賞者に選ばれた。2015年2月にはセントアンドリュースロイヤルアンドエンシェントゴルフクラブ (R&A) の最初の女性メンバーの一人になった。 

## アマチュアでの勝利
- 1940年 ジョージア女子アマチュア、サザン女子アマチュア
- 1942年 ジョージア女子アマチュア、 ノースアンドサウス女子アマチュア
- 1946年 ノースアンドサウス女子アマチュア 、 女子ウェスタンアマチュア
- 1947年 サザン女子アマチュア、 女子ウェスタンアマチュア 、 全米女子アマチュア
- 1948年 ノースアンドサウス女子アマチュア 、 全英女子アマチュア

## プロでの勝利

### LPGAツアー優勝（61勝）
- 1946年（2） タイトルホルダー選手権 、 女子ウェスタンオープン （アマチュア優勝）、プロレディビクトリーナショナルチャンピオンシップ（アマチュアとして ベン・ホーガンと共に）
- 1947年（1） 女子ウェスタンオープン （アマチュア優勝）
- 1948年（1）ベルエアオープン
- 1949年（4） 全米女子オープン 、 女子ウェスタンオープン 、 オールアメリカンオープン 、マスキーゴン招待
- 1950年 （2） シカゴウェザーベーン 、 ニューヨークウェザーベーン
- 1951年 （1） キャロルトンジョージアオープン
- 1952年 （6） ジャクソンビルオープン 、 タンパオープン 、 ストックトンオープン 、 全米女子オープン 、 オールアメリカンオープン 、 ベティ・ジェイムソンオープン
- 1953年 （9） タンパオープン、ベッツィー・ロールズ・オープン、フェニックスウェザーベーン （ パティ・バーグとタイ）、サンディエゴオープン、ベーカーズフィールドオープン、サンフランシスコウェザーベーン、フィラデルフィアウェザーベーン、144ホールウェザーベーン、女子ウェスタンオープン
- 1954年 （5） シーアイランドオープン、タイトルホルダーズ選手権、ベッツィー・ロールズ・オープン、キャロルトンジョージアオープン、ベーブザハリアスオープン
- 1955年 （5） ロサンゼルスオープン 、 オクラホマシティオープン 、 イースタンオープン 、 トライアングルラウンドロビン 、 セントルイスオープン
- 1956年 （3） ハバナオープン 、 タイトルホルダーズ選手権 、 オールアメリカンオープン
- 1957年 （2） LPGA選手権 、 ハートオブアメリカインビテーショナル
- 1958年 （4） ベーブザハリアスオープン 、 ガトリンバーグオープン 、 トライアングルラウンドロビン 、 フレンチリックオープン
- 1959年 （3） セントピーターズバーグ・オープン、タイトルホルダーズ選手権、ダラスシビタンオープン
- 1960年 （4） ダラスシビタンオープン 、 トライアングルラウンドロビン 、 ヤングスタウンキッチンズトランブルオープン 、 サンアントニオシビタン
- 1961年 （7） ナポリプロアマ 、 ロイヤルポインシアナインビテーショナル 、 ゴールデンサークルオブゴルフフェスティバル 、 ダラスシビタンオープン 、 カンザスシティオープン 、 サンアントニオ シビタン 、 シーアイランドオープン
- 1962年 （1） セントピーターズバーグ・オープン

LPGA メジャー大会は太字で表示

## メジャー大会

### 優勝（11勝）
| 年     | 大会                     | 優勝スコア               | 2位との差    | 準優勝                               |
| ------ | ------------------------ | ------------------------ | ------------ | ------------------------------------ |
| 1946   | タイトルホルダーズ選手権 | +14（80-77-77-80 = 314） | 2ストローク  | アイリーン・ストゥルブ               |
| 1946   | 女子ウェスタンオープン   | 2アップ                  | 2アップ      | パティ・バーグ                       |
| 1947   | 女子ウェスタンオープン   | 4＆2                     | 4＆2         | ドロシーカービー （a）               |
| 1949   | 全米女子オープン         | −9（69-75-77-70 = 291）  | 14ストローク | ベイブ・ザハリアス                   |
| 1949   | 女子ウェスタンオープン   | 5＆4                     | 5＆4         | ベティ・ジェイムソン                 |
| 1952年 | 全米女子オープン         | +8（70-69-70-75 = 284）  | 7ストローク  | マレーネ・ハゲ、ベティ・ジェイムソン |
| 1953   | 女子ウェスタンオープン   | 6＆5                     | 6＆5         | パティ・バーグ                       |
| 1954   | タイトルホルダーズ選手権 | +5（73-71-76-73 = 293）  | 7ストローク  | パティ・バーグ                       |
| 1956   | タイトルホルダーズ選手権 | +14（78-75-75-74 = 302） | 1ストローク  | パティ・バーグ                       |
| 1957   | 全米女子プロゴルフ選手権 | +5（69-74-74-68 = 285）  | 3ストローク  | ウィフィスミス                       |
| 1959   | タイトルホルダーズ選手権 | +9（78-73-75-71 = 297）  | 1ストローク  | ベッツィー・ロールズ                 |

（a）=アマチュア

## チームとしての大会出場
アマチュア
- カーチスカップ （アメリカ合衆国代表）：1948（勝ち）